# صير الخرفان
صير الخرفان هي إحدى القرى المحتلة والمدمرة التابعة لمحافظة القنيطرة في هضبة الجولان بجنوب غرب سوريا.
مزرعة تتبع قرية جرابا، ناحية قرى مركز ومنطقة القنيطرة (100 ن- 170 م). تقع على السفح الغربي لهضبة الجولان في أرض بركانية فوق تلة تشرف شرقاً على وادي حواء، وجنوباً على سهل جرابا، على بعد (28 كم)، إلى الجنوب الغربي من مدينة القنيطرة. وجدت في التل الذي قامت عليه المزرعة أضرحة وفخاريات تعود إلى ما قبل التاريخ، وفي صير الخرفان جنوبي المزرعة وجدت خربة محصنة (50 × 100 م) فيها بقايا بيوت وساحات وحجارة مزخرفة ومنحوتة، كما وجدت أدوات حجرية قليلة تعود إلى ما قبل التاريخ وفخاريات تعود إلى العهود الكنعانية والرومانية والبيزنطية والعثمانية، يعمل سكانها بزراعة الحبوب بعلاً وبزراعة الخضار المبكرة رياً، إلى جانب تربية الأغنام والأبقار. تشرب من مياه وادي حواء.